# Свен Годвинсон
Свен Годвинсон (англ. Sweyn; ок. 1023 — 1052) — англосаксонский аристократ, эрл Херефордшира (1043—1051), один из активных участников политической борьбы в Англии в середине XI века.

## Биография
Свен был старшим сыном Годвина, могущественного эрла Уэссекса, и братом Гарольда II, будущего короля Англии. Около 1043 года Свен получил титул эрла благодаря влиянию своего отца на молодого короля Эдуарда Исповедника. Под власть Свена были переданы графства Херефордшир, Оксфордшир, Глостершир, Беркшир и Сомерсет. Ядро владений представляли собой пограничные с Уэльсом английские земли, что ставило перед Свеном задачу пресечения возможных набегов валлийцев. С самого начала своего правления Свен установил союзные отношения с Грифидом ап Лливелином, королём Гвинеда, стремящегося подчинить себе все валлийские королевства. В 1046 году отряды Свена участвовали во вторжении Грифида ап Лливелина в Дехейбарт.
По возвращении из похода в Уэльс Свен соблазнил Эадгифу, аббатису Леоминстерского монастыря и удерживал её у себя в течение года. Этот поступок вызвал возмущение короля, который конфисковал владения Свена и отправил его в изгнание. Тот нашёл убежище в Дании при дворе своего двоюродного брата, короля Свена Эстридссена. Однако вскоре, совершив какое-то преступление, Свен Годвинсон был вынужден покинуть Данию. В 1049 году он попытался примириться с английским королём, а когда это не удалось, захватил и убил одного из родственников короля, эрла Беорна.
Осуждение преступлений Свена было вынесено на собрание английской армии, которая провозгласила его «человеком без чести». Эта традиция имела скандинавские корни. В дальнейшем лишение титулов за нарушение кодекса чести собранием равных прочно вошло в структуру английского феодального права.
После своего осуждения Свен бежал во Фландрию. Однако уже в 1050 году под давлением Годвина Эдуард Исповедник простил Свена и вернул ему владения. Но уже в 1051 году Свен присоединился к мятежу своего отца против короля, а после его поражения был вынужден вновь покинуть страну, будучи осуждённым на пожизненное изгнание. В Англию он уже не вернулся: чтобы отмолить свои грехи, Свен пешком отправился в паломничество в Иерусалим. На обратном пути Свен Годвинсон скончался. Смерть Свена сделала Гарольда, его младшего брата, наследником огромных владений их отца и его влияния при дворе.